# Kostel svatého Václava (Staré Ždánice)
Kostel svatého Václava (Staré Ždánice) je gotický kostel s členitou siluetou exteriéru z první poloviny 14. století. Prostá jednolodní stavba se čtyřbokým presbytářem a výraznou čtyřbokou věží.

## Historie
Kostel patřil nedalekému Opatovickému klášteru, roku 1358 se poprvé zmiňuje jako farní. V první polovině 16. století vznikla klenba lodi, západní portál, cimbuří věže a severní předsíň. Roku 1629 byl opraven a pak opět v letech 1861, 1885 a 1911.

## Popis
Obdélná stavba uprostřed ohrazeného hřbitova se čtvercovým presbytářem a věží na severní straně. Presbytář s opěrnými pilíři, čtyřboká věž je zakončena dekorativním cimbuřím a zastřešena kamenným jehlanem. Na severní straně je v předsíňce gotický portál s ostěním a maskaronem na vrcholu, na západní straně lodi je rovněž předsíňka s pozdně gotickým sedlovým portálem.
Presbytář je zaklenut křížovou klenbou s jednoduše profilovanými žebry a terčovitým svorníkem. Sakristie v přízemí věže má valenou klenbu a gotický portál. Vítězný oblouk s hrotem má bohatý profil ostění, loď s gotickými okny je zaklenuta ve třech polích křížovými klenbami s výraznými hřebínky. Stěny jsou členěny polopilíři s římsovitými hlavicemi. Zařízení je novogotické, v presbytáři obraz svatého Václava z 18. století.
Poměrně originální a kvalitní architektura možná souvisí s opatovickým klášterem, v jehož blízkosti se kostel nacházel. Jeho nejnápadnějším atributem (a současně i ve východočeských podmínkách architektonicky ojedinělým prvkem) je severní hranolová věž s cimbuřím, zastřešená kamenným jehlancem – celek připomínající spíše středověkou hradní a fortifikační architekturu.